# 南野拓實
南野拓實（日语：／ Minamino Takumi，1995年1月16日—），日本足球運動員，日本國家足球隊成員，司職進攻中場、翼鋒及前鋒，現效力於法甲球隊摩納哥。

## 早期生涯
1995年1月16日出生于大阪府泉佐野市。南野拓实有三个哥哥，儿时的南野非常活泼，南野的足球启蒙也是与哥哥们一起，懂事之前他就跟着家里的哥哥一起踢球了。
进入熊取町幼儿园后，南野拓实踢球的时间越来越多。当时正值日本俱乐部体制确立的时候，南野进入了泉佐野市立长坂小学，在那里他可以接受良好的足球环境，每周至少可以保证三次足球训练。当时的长坂小学在足球训练中，以带球、突破以及射门等基础训练为主，每周末还会安排一些教学比赛。小学三年级的时候，他给自己定下了一个目标：成为职业运动员。

## 俱樂部生涯

### 大阪櫻花
12岁正式加入大阪樱花U15梯队，并在2年之后跟随球队闯进日本U15俱乐部锦标赛的8强。此后的几年时间里，南野拓实始终是大阪樱花青训营中的翘楚，参加了很多青年级别的赛事。
2010年，年仅15岁的南野拓实跳级进入大阪樱花的U18梯队，并在关西地区U18梯队联赛首轮上演帽子戏法。 
2011年，他在第19届日职联赛青年锦标赛中，于8场比赛里打进13球，拿到了最佳射手。2012年11月17日，17岁的他在大阪樱花对大宫松鼠的日职联赛，迎来职业生涯首秀，那场比赛他获得了18分钟的替补出场时间。同年12月15日，天皇杯第四轮大阪樱花主场对清水心跳，南野拓实首发踢满全场，他在上半场第24分钟为球队首开纪录，最终樱花4-0大胜晋级。这一球也是南野拓实职业生涯，为大阪樱花攻入的第一粒进球。
2013年，高中毕业的南野拓实升入一线队，并接过了柿谷曜一朗的13号球衣。后者在当时是大阪樱花阵中的偶像级人物，新赛季改穿8号。能够接过这件战袍，可见球队对于南野的期待，以及对其能力的认可。
真正开始踢上主力南野拓实凭借犀利的突破以及不俗的射术，在2013年赛季日职联赛崭露头角，该赛季揭幕战南野拓实成为联赛首位高中尚未毕业在联赛首发的球员；同年在第14轮在对阵磐田喜悦时就攻入首粒进球，以18岁5个月20天刷新日职联赛大久保嘉人保持的日职联赛最年轻进球者纪录。当赛季南野拓实总共出场38次，交出8球5助攻的抢眼数据，而大阪樱花也第二次拿到亚冠席位。
来到2014年赛季，南野拓实与世界杯金球奖弗兰和柿谷曜一朗组成备受期待的大阪樱花攻击线，球队希望在日职联赛和亚冠都能更进一步。但南野拓实全和全队的整体表现一样陷入了低谷。
虽然大阪樱花在小组赛中力压武里南联和山东鲁能晋级十六强淘汰赛，但淘汰赛首回合却是主场1比5完败给卫冕冠军广州恒大，而南野拓实本人也在对阵浦项制铁的比赛中拿到了个人职业生涯的首张红牌。
此前双线作战，加之换帅后水土不服，大阪樱花在亚冠出局后联赛战绩也是直线下降。夏窗柿谷曜一朗离队旅欧加盟巴塞尔，更是让实力大打折扣的大阪樱花最终提前一轮降级。当赛季，南野拓实获得42次出场机会，但个人数据仍然停留在8球5助攻，而且还收获两张直接红牌，下半程球队寄望靠他的发挥完成保级愿望也落空。

### 薩爾斯堡紅牛
一年之后，20岁的南野拓实离开了降入日乙的大阪樱花，开启了自己旅欧生涯。
在大阪樱花历练两年之后，南野在2015年1月的冬窗正式转会加盟奥地利的萨尔茨堡红牛，此时他刚过完自己20岁的生日。
2015-16赛季，南野在奥超的状态渐入佳境。联赛10球4助攻，杯赛也有2球1助攻，成功卫冕国内双冠王。可惜在欧战层面球队未能有所起色，欧冠资格赛被瑞典的马尔默淘汰，南野在两回合的比赛没能获得出场机会；欧联资格赛第4轮对阵白俄罗斯的明斯克迪纳摩，南野在第二回合主场1球1助攻帮助球队艰难战平拖入点球大战，可惜第三个主罚的南野却罚丢了点球，最终球队输球无缘欧联杯正赛。
2016-17赛季，由于球队的三线作战，再加上被日本国家队征召，南野的联赛出场仅有21场，但仍然能贡献出11球4助攻的数据，已经是球队当仁不让的主力。南野在欧联小组赛出场4次，未能获得进球和助攻，没能完成自己欧战正赛零的突破。国内比赛方面，球队依旧是无人能敌，联赛比第二名奥地利维也纳多出18分夺冠；杯赛也是一骑绝尘，连续第三年拿下双冠王。
南野拓实作为当时日本国奥队的一员在夏天出征巴西。然而，和尼日利亚、哥伦比亚、瑞典同组的日本队却并无优势，3场比赛1胜1平1负，最终没能够小组出线。更令人无奈的是，由于耽误了球队的夏季备战，南野拓实在回归球队之后被新帅奥斯卡·加西亚弃用了。冬歇期之前，他只有9次出场，且大部分时间都是以替补身份。
2017-18赛季，南野在奥超第5轮受伤下场，结果因为关节韧带撕裂缺席了5场联赛、1场杯赛和3场欧联杯比赛。本赛季南野联赛出场28次，贡献7球7助攻，最终球队在联赛领先第二名13分夺冠，南野完成了欧洲顶级联赛的四连冠，也是日本第一个完成如此壮举的球员。欧联杯上球队势如破竹，小组赛以3胜3平的不败战绩晋级。晋级后更是接连淘汰皇家社会、多特蒙德、拉齐奥，闯入半决赛。半决赛两回合2:3惜败马赛，以四强结束了一年的欧联杯征程。南野在欧联杯出场8次贡献2球1助攻，完成了自己在欧战零的突破。
2018-19赛季，欧联小组赛对阵挪威的罗森博格，南野上演帽子戏法外加1次助攻，帮助球队5-2大胜对手，这场比赛南野创造了一系列的记录，也开始有其他的欧洲球队开始关注他。这一年南野交出了联赛6球6助攻，欧战5球2助攻的精彩表现，国内再次拿下双冠王，至此南野在奥地利已经获得5次联赛冠军，4次杯赛冠军。
2019年10月3日，欧冠小组赛第2轮萨尔茨堡红牛客场3-4憾负利物浦。比赛第56分钟到第60分钟，4分钟之内南野拓实一传一射帮助球队扳平比分，险些创造本轮比赛的最大翻盘。赛后南野拓实也获得了全队最高的8.5分，这场比赛也让南野收获了欧冠正赛的首球。

### 利物浦
利物浦官方宣布，俱乐部与萨尔茨堡红牛达成协议，日本球星南野拓实将在冬窗开启后正式加盟。根据此前媒体的报道，红军为他支付了725万英镑的违约金。利物浦官网公告中确认，南野拓实与俱乐部签约四年半，他将身穿红军18号球衣。
在英格兰足总杯第三轮利物浦1-0埃弗顿的比赛中，南野拓实上演自己的利物浦首秀。1月24日，利物浦在英超联赛中战胜狼队，日本球员南野拓实完成了自己的英超首秀。
2020年4月，著名商业杂志《福布斯》评选出2020年亚洲30大30岁以下文体名人榜，足球领域只有效力利物浦的日本球员南野拓实入围。
南野拓实在2020年8月29日的英格兰社区盾决赛中替补登场，并在第73分钟打入1球帮助利物浦进入点球大战。点球大战中南野拓实在第4顺位打入点球，可惜第3顺位的布鲁斯特罚失点球，最终利物浦无缘社区盾冠军，这是南野拓实加盟利物浦以来的首粒进球。
2020-21赛季，英格兰联赛杯第3轮利物浦客场对阵英甲的林肯城，南野拓实首发并打满全场。在第18分钟和第46分钟射入2球，第89分钟助攻迪沃克·奥里吉射入1球，2球1助攻的完美表现帮助球队7:2大胜对手晋级下一轮。
英超联赛第14轮利物浦客场对阵水晶宫，南野拓实开场2分钟打进个人英超首球，最终全场比赛结束利物浦7比0大胜水晶宫。
2021-22賽季，南野拓實於英超聯賽第12輪主場對陣阿仙奴，後備上陣第一腳觸球便為利物浦取得入球，這也是他加盟後首次在晏菲路主場取得进球。

### 南安普頓
2021年2月2日，英超利物浦官方宣布，球队的日本球员南野拓实租借加盟南安普顿，他将为圣徒效力至赛季结束。
英超第23轮，南安普顿客场对阵纽卡素的比赛，冬窗从利物浦租借加盟圣徒的南野拓实，在自己代表球队的首秀中即收获处子球。
南安普顿主场对阵切尔西的英超第25轮比赛中，上半场南野拓实破门为南安普顿首开记录，南野拓实3次代表南安普顿出战英超已打入2球。

### 摩納哥
利物浦官方宣布，日本前锋南野拓实加盟摩納哥。据此前报道，转会费为1500万欧元加300万浮动。南野拓实与摩纳哥签约至2026年。
2022年8月31日，法甲第5轮，摩纳哥2:4不敌特魯瓦。南野拓实首发第46分钟被换下。第10分钟南野拓实助攻吉勒莫·馬里潘打入1球。
法甲第8轮，摩纳哥客场3-0完胜蘭斯。南野拓实在比赛第65分钟代表摩纳哥替补登场；第86分钟，南野拓实带球进入禁区低射破门，打入个人法甲处子球；3分钟后，南野拓实又助攻维萨姆·本耶德尔打入一球。

## 國家隊生涯

### 青年队
南野拓实在世青赛资格赛一共打入5球，并列最佳射手，帮助日本U17足球代表队获得2011年U17世界盃资格，但是在2011年U17世界盃仅打入1球。
2014年他以队长身份带队参加在缅甸的U19亚青赛。小组赛首轮，中国U19对阵日本U19。中国国青开场25秒由韦世豪首开纪录；尽管南野拓实在15分钟后凭借个人能力，打进了一记精彩的小角度进球扳平比分；但韦世豪在比赛第77分钟的定位球直接破门。小组赛最后一轮，南野拓实梅开二度帮助日本U19以2比1的比分击败强敌韩国，与中国U19携手晋级淘汰赛，但在淘汰赛首场日本U19就点球不敌朝鲜U19，在关键此前四位队友望月岭臣、坂井大将、井手口阳介、中谷进之介全部顶住压力的情况下，第五个出场的队长南野拓实却将点球罚失。

### 成年队
2015年10月，哈利霍季奇将其招入日本国家队，并在与伊朗的友谊赛完成首秀。
2018年，在对阵哥斯达黎加的比赛中，南野拓实时隔三年后第一次入选国家队，但他登场后很快就取得了进球，日本队也战胜了对手。对北美另外一支球队巴拿马，南野拓实上半场为球队打破僵局，这也是他在国家队的第二个进球。在对阵乌拉圭的比赛中，南野拓实对迭戈·戈丁领衔的防线完成了梅开二度，帮助日本队4-3战胜对手。
2019年的亚洲杯，是南野拓实第一次以国家队领军人物的身份出战洲际大赛，虽然日本最终负于卡塔尔，但南野拓实在中岛翔哉缺阵的情况下在决赛打入一粒进球，也在半决赛对阵伊朗时，南野拓实助攻大迫勇也打进一球，并在此后制造一粒点球，成为蓝武士3球完胜最大功臣之一。
而在8场2022年世界杯预选赛上，共计打入10球的他更是在每一场比赛中都有进球。
2021年6月7日，南野拓实于世界杯外围赛对塔吉克斯坦打进一球，追平本田圭佑的世界杯外围赛连续入球纪录。
2022年11月，南野拓实入選日本隊2022年世界盃大名單。12月5日，日本對克羅地亞的十六強賽事，南野拓實於互射十二碼階段射失。

## 個人生活
日本媒体报道南野拓实和日本演员、写真模特柳百合菜交往。两人在2019年夏天确立了恋人关系。

## 獎項

### 球会
萨尔斯堡红牛
- 奥地利足球甲级联赛﹕2014-15，2015-16，2016-17，2017-18，2018-19，2019-20
- 奥地利杯：2014-15，2015-16，2016-17，2018-19

利物浦
- 英格兰超级足球联赛冠军：2019-20
- 英格蘭足球聯賽盃冠軍：2021–22
- 英格蘭足總盃冠軍：2021–22

### 國家隊
日本U23
- 亞足聯U-23亞洲盃冠軍：2016

### 個人
- 日本职业体育大奖新秀奖：2013年
- 日本职业足球联赛年度最佳新秀：2013年

## 外部連結
- 南野拓實的X（前Twitter）
- National Football Teams（页面存档备份，存于）
- 南野拓實 – FIFA國際賽競賽紀錄 (存檔)
- 日本職業足球聯賽中的南野拓實 （日語）
- Soccerway資料庫：南野拓實